# Суражский район
Сура́жский райо́н — административно-территориальная единица (район) и муниципальное образование (муниципальный район) в Брянской области России.
Административный центр — город Сураж.

## География
Суражский район расположен в северо-западной части Брянской области.
Площадь района — 1128,37 км².
Протяжённость территории с севера на юг 52 км, с запада на восток 39 км, общая протяжённость границ района составляет 228,6 км. Основная площадь района равнинная, лесостепная, с умеренно континентальным климатом. Преобладающее направление ветра — юго-западное.
Поверхность территории района представляет собой полузакрытую пологоволнистую равнину (преобладающая абсолютная высота 208 м) расчлененная неглубокими (15-25 м) долинами рек, в незначительной степени заболоченную. В пределах района высота местности изменяется от 208 до 142 м над уровнем моря.
Район граничит на западе с Гордеевским, на востоке с Мглинским, на юге с Клинцовским и Унечским районами, на севере с Костюковичским и Хотимским районами Могилёвской области Республики Беларусь.
Основные реки — Ипуть, протекающая по территории района на протяжении 122 км, и её правые притоки:
- Витава
- Чёрная
- Нивлянка
- Слищанка
- Рамонка
- Выжеребка
- Иржач

Экология
В результате аварии на Чернобыльской АЭС 26 апреля 1986 года территория западной части района была загрязнена долгоживущими радионуклидами: плутонием, америцием, строением, цезием.

## История
Суражский район образован 1 октября 1929 года; первоначально его площадь составляла 899,3 км².
1 октября 1929 года на основании Постановления Всероссийского центрального исполнительного комитета СССР от 14 января 1929 года № 116 «Об образовании на территории РСФСР административно-территориальных объединений краевого и областного значения», в связи с образованием За́падной области с центром в Смоленске, Суражская волость Клинцовского уезда была упразднена, а на её территориальной основе был сформирован Суражской район Клинцовского округа Западной области СССР.
Постановлением ЦИК СССР № 300 от 27 сентября 1937 года Западная область была упразднена. Из её состава, а также из образованной в 1934 году Курской области были выделены Смоленская и Орловская области, при этом изменено административное и территориальное устройство Курской области.
15 января 1938 года Верховный Совет СССР утвердил создание Смоленской и Орловской областей.
Закон СССР от 15.01.1938 об изменении и дополнении ст.ст. 22, 23, 26, 28, 29, 49, 77, 70, 78 и 83 Конституции (Основного Закона) СССР
Орловская область в составе Российской Советской Федеративной Социалистической Республики была образована постановлением ЦИК СССР от 27 сентября 1937 года путём выделения 25 районов из Курской области, 29 районов из Западной области и 5 районов из Воронежской области
5 июля 1944 года Указом Президиума Верховного Совета СССР была образована Брянская область, в состав которой, наряду с другими, был включен и Суражский район.
В период реформ 1963—1965 годов район был временно упразднён, а его территория относилась к Унечскому району.
С 1965 года к Суражскому району отошла часть территории, ранее входившая в Мглинский район.

## Население
| 1939    | 1959    | 1970    | 1979    | 1989    | 2002    | 2009    | 2010    | 2011    |
| ------- | ------- | ------- | ------- | ------- | ------- | ------- | ------- | ------- |
| 50 426  | ↘40 465 | ↗42 536 | ↘35 594 | ↘31 697 | ↘27 223 | ↘25 115 | ↘24 623 | ↘24 619 |
| 2012    | 2013    | 2014    | 2015    | 2016    | 2017    | 2018    | 2019    | 2020    |
| ↘24 359 | ↗24 558 | ↘23 586 | ↗23 608 | ↘23 119 | ↘22 864 | ↘22 525 | ↘22 239 | ↘22 062 |
| 2021    |         |         |         |         |         |         |         |         |
| ↗22 345 |         |         |         |         |         |         |         |         |

### Урбанизация
В городских условиях (город Сураж) проживают  50,02 % населения района.

### Национальный состав
По итогам переписи населения 2020 года проживали следующие национальности (национальности менее 0,1 % и другое, см. в сноске к строке «Другие»):
| Национальность | Численность, чел. | Доля     |
| -------------- | ----------------- | -------- |
| Русские        | 20 302            | 90,86 %  |
| Белорусы       | 125               | 0,56 %   |
| Украинцы       | 97                | 0,43 %   |
| Армяне         | 61                | 0,27 %   |
| Таджики        | 46                | 0,21 %   |
| Евреи          | 26                | 0,12 %   |
| Другие         | 1688              | 7,55 %   |
| Итого          | 22 345            | 100,00 % |

## Административно-муниципальное устройство

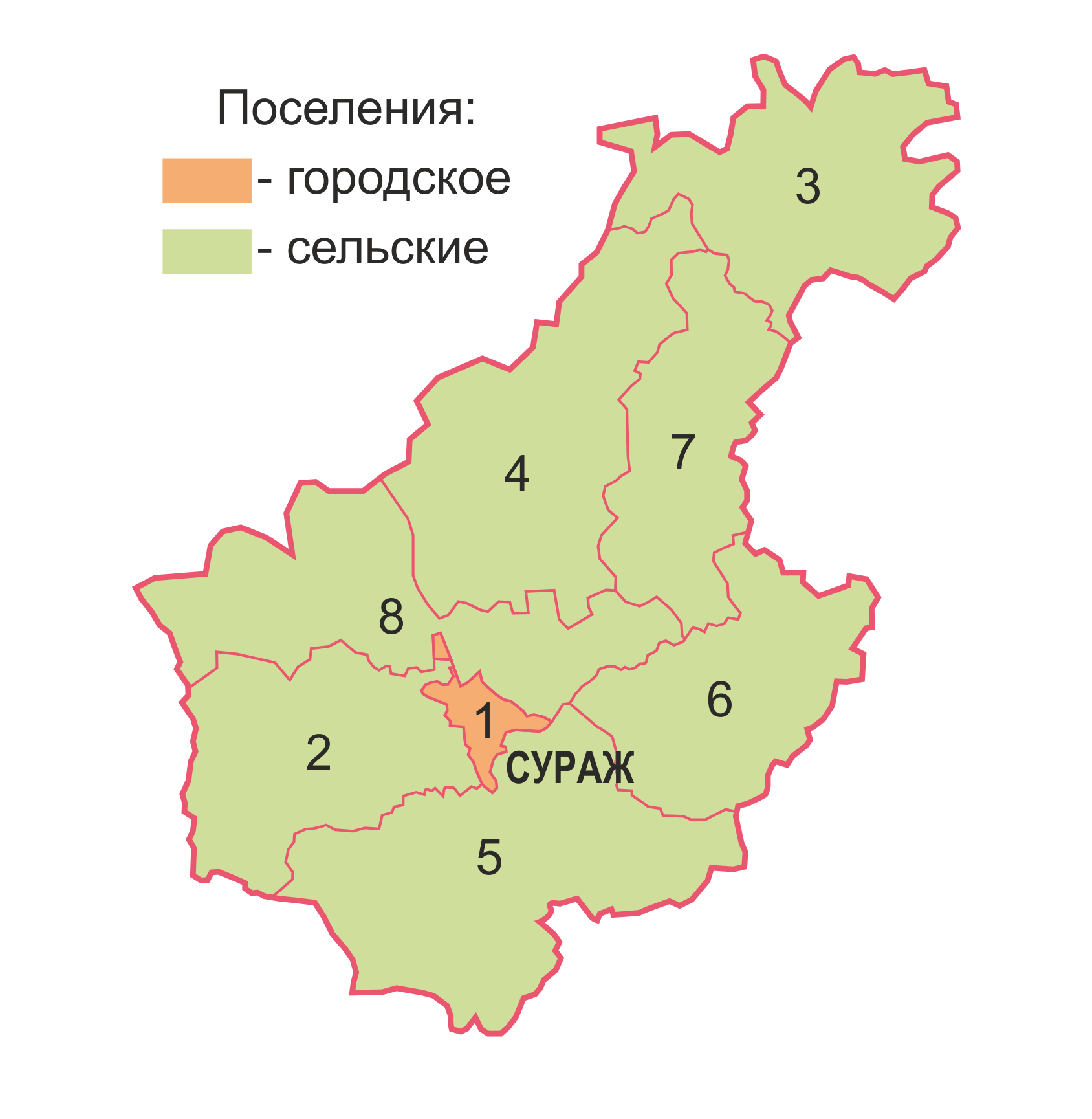
Административно-муниципальное устройство Суражского района

Суражский район в рамках административно-территориального устройства области, включает 8 административно-территориальных единиц, в том числе 1 городской административный округ и 7 сельских административных округов.
Суражский муниципальный район в рамках муниципального устройства, включает 8 муниципальных образований нижнего уровня, в том числе 1 городское поселение и 7 сельских поселений:
| №        | Муниципальное образование | Административный центр | Количество населённых пунктов | Население (чел.) | Площадь (км²) |
| -------- | ------------------------- | ---------------------- | ----------------------------- | ---------------- | ------------- |
| 1e-06    | Городское поселение:      |                        |                               |                  |               |
| 1        | Суражское                 | город Сураж            | 1                             | ↗11 176          | 15,67         |
| 1.000002 | Сельские поселения:       |                        |                               |                  |               |
| 2        | Влазовичское              | село Влазовичи         | 10                            | ↗2016            | 138,80        |
| 3        | Дегтярёвское              | село Дегтяревка        | 15                            | ↗923             | 155,80        |
| 4        | Дубровское                | село Дубровка          | 24                            | ↗1721            | 189,40        |
| 5        | Кулажское                 | посёлок Лесное         | 29                            | ↘1521            | 214,10        |
| 6        | Лопазненское              | село Лопазна           | 9                             | ↘1275            | 132,40        |
| 7        | Нивнянское                | село Нивное            | 14                            | ↘1360            | 120,70        |
| 8        | Овчинское                 | село Овчинец           | 19                            | ↗2353            | 161,50        |

## Населённые пункты
В Суражском районе 121 населённый пункт.
| №   | Населённый пункт | Тип     | Население | Муниципальное образование       |
| --- | ---------------- | ------- | --------- | ------------------------------- |
| 1   | Александровка    | деревня | ↘0        | Овчинское сельское поселение    |
| 2   | Александровский  | посёлок | →10       | Кулажское сельское поселение    |
| 3   | Александровский  | посёлок | →8        | Нивнянское сельское поселение   |
| 4   | Алексеевский     | посёлок | ↘10       | Кулажское сельское поселение    |
| 5   | Алешкин          | посёлок | →7        | Кулажское сельское поселение    |
| 6   | Андреевка        | деревня | ↗115      | Влазовичское сельское поселение |
| 7   | Барсуки          | деревня | ↘85       | Дубровское сельское поселение   |
| 8   | Беловодка        | деревня | ↗134      | Кулажское сельское поселение    |
| 9   | Беляны           | деревня | →0        | Овчинское сельское поселение    |
| 10  | Большая Ловча    | деревня | ↘117      | Дубровское сельское поселение   |
| 11  | Бруев            | посёлок | ↗1        | Дегтярёвское сельское поселение |
| 12  | Васенков         | посёлок | ↘24       | Дубровское сельское поселение   |
| 13  | Василевка        | деревня | ↘11       | Влазовичское сельское поселение |
| 14  | Верховой         | посёлок | →39       | Овчинское сельское поселение    |
| 15  | Весёлый          | посёлок | ↘11       | Лопазненское сельское поселение |
| 16  | Весёлый          | посёлок | ↗16       | Овчинское сельское поселение    |
| 17  | Владимировка     | посёлок | →0        | Дегтярёвское сельское поселение |
| 18  | Влазовичи        | село    | ↘771      | Влазовичское сельское поселение |
| 19  | Высокоселище     | село    | ↘314      | Нивнянское сельское поселение   |
| 20  | Вьюково          | деревня | ↘258      | Дегтярёвское сельское поселение |
| 21  | Вьюнное          | посёлок | →14       | Нивнянское сельское поселение   |
| 22  | Глуховка         | деревня | ↗150      | Кулажское сельское поселение    |
| 23  | Гордый           | посёлок | ↘1        | Нивнянское сельское поселение   |
| 24  | Городец          | посёлок | →0        | Кулажское сельское поселение    |
| 25  | Грабовка         | деревня | ↘17       | Овчинское сельское поселение    |
| 26  | Гришанов         | посёлок | ↘2        | Кулажское сельское поселение    |
| 27  | Гудовка          | деревня | ↘207      | Овчинское сельское поселение    |
| 28  | Далисичи         | село    | ↘377      | Дубровское сельское поселение   |
| 29  | Дегтяревка       | село    | ↗276      | Дегтярёвское сельское поселение |
| 30  | Дедовск          | деревня | ↘4        | Дубровское сельское поселение   |
| 31  | Добровольский    | посёлок | →0        | Кулажское сельское поселение    |
| 32  | Долгое           | посёлок | →0        | Кулажское сельское поселение    |
| 33  | Долотня          | деревня | ↘80       | Дегтярёвское сельское поселение |
| 34  | Дубровка         | село    | ↘326      | Дубровское сельское поселение   |
| 35  | Душатин          | село    | ↘408      | Овчинское сельское поселение    |
| 36  | Евсеевский       | посёлок | ↗33       | Кулажское сельское поселение    |
| 37  | Жастково         | деревня | ↘118      | Дегтярёвское сельское поселение |
| 38  | Жемердеевка      | деревня | ↘113      | Кулажское сельское поселение    |
| 39  | Заводок          | посёлок | ↗11       | Овчинское сельское поселение    |
| 40  | Заполье          | посёлок | ↘25       | Кулажское сельское поселение    |
| 41  | Иванов           | посёлок | ↘101      | Овчинское сельское поселение    |
| 42  | Ильинка          | посёлок | ↘5        | Дегтярёвское сельское поселение |
| 43  | Иржач            | деревня | →6        | Дубровское сельское поселение   |
| 44  | Калинки          | деревня | ↘611      | Овчинское сельское поселение    |
| 45  | Каменный         | посёлок | ↗2        | Влазовичское сельское поселение |
| 46  | Каменск          | деревня | ↗424      | Кулажское сельское поселение    |
| 47  | Княж             | деревня | ↗35       | Кулажское сельское поселение    |
| 48  | Ковалевщина      | посёлок | ↘12       | Нивнянское сельское поселение   |
| 49  | Кокот            | деревня | ↘29       | Дубровское сельское поселение   |
| 50  | Колесников       | посёлок | ↘17       | Кулажское сельское поселение    |
| 51  | Косичи           | село    | ↗272      | Влазовичское сельское поселение |
| 52  | Костеничи        | село    | ↘282      | Лопазненское сельское поселение |
| 53  | Красная Знаменка | посёлок | ↘6        | Дубровское сельское поселение   |
| 54  | Красная Поляна   | посёлок | →0        | Нивнянское сельское поселение   |
| 55  | Красная Слобода  | деревня | ↗486      | Влазовичское сельское поселение |
| 56  | Красновка        | деревня | ↘5        | Дубровское сельское поселение   |
| 57  | Красное          | деревня | ↘21       | Нивнянское сельское поселение   |
| 58  | Красный Бор      | посёлок | ↘5        | Овчинское сельское поселение    |
| 59  | Красный Завод    | посёлок | ↗192      | Кулажское сельское поселение    |
| 60  | Красный Пахарь   | посёлок | →2        | Лопазненское сельское поселение |
| 61  | Кромово          | село    | ↘69       | Нивнянское сельское поселение   |
| 62  | Крутояр          | деревня | ↘117      | Дегтярёвское сельское поселение |
| 63  | Кулаги           | село    | ↗713      | Кулажское сельское поселение    |
| 64  | Лагутовка        | деревня | ↘3        | Кулажское сельское поселение    |
| 65  | Лебедин          | посёлок | →0        | Кулажское сельское поселение    |
| 66  | Ленинский        | посёлок | ↗25       | Кулажское сельское поселение    |
| 67  | Лесное           | посёлок | ↗334      | Кулажское сельское поселение    |
| 68  | Лопазна          | село    | ↗633      | Лопазненское сельское поселение |
| 69  | Ляличи           | село    | ↗671      | Лопазненское сельское поселение |
| 70  | Майский          | посёлок | ↘43       | Дубровское сельское поселение   |
| 71  | Малахов          | хутор   | ↘2        | Дегтярёвское сельское поселение |
| 72  | Малая Ловча      | деревня | ↘6        | Дубровское сельское поселение   |
| 73  | Машина           | посёлок | →3        | Кулажское сельское поселение    |
| 74  | Мельников        | посёлок | ↗65       | Дегтярёвское сельское поселение |
| 75  | Миновка          | деревня | ↘54       | Лопазненское сельское поселение |
| 76  | Михайловка       | деревня | ↘17       | Овчинское сельское поселение    |
| 77  | Мостки           | посёлок | →0        | Лопазненское сельское поселение |
| 78  | Нарость          | деревня | ↘64       | Дубровское сельское поселение   |
| 79  | Нивное           | село    | ↘761      | Нивнянское сельское поселение   |
| 80  | Низ              | посёлок | ↗29       | Овчинское сельское поселение    |
| 81  | Николаевка       | деревня | ↘18       | Дегтярёвское сельское поселение |
| 82  | Никольский       | посёлок | →4        | Кулажское сельское поселение    |
| 83  | Новая Кашовка    | деревня | →36       | Овчинское сельское поселение    |
| 84  | Новая Кисловка   | деревня | →9        | Кулажское сельское поселение    |
| 85  | Новая Николаевка | посёлок | →0        | Дубровское сельское поселение   |
| 86  | Новоандреевский  | посёлок | →4        | Влазовичское сельское поселение |
| 87  | Новопокровский   | посёлок | →0        | Дубровское сельское поселение   |
| 88  | Новые Далисичи   | посёлок | ↘17       | Дубровское сельское поселение   |
| 89  | Новый Дроков     | село    | ↘274      | Нивнянское сельское поселение   |
| 90  | Овчинец          | село    | ↗542      | Овчинское сельское поселение    |
| 91  | Октябрьское      | село    | ↗298      | Влазовичское сельское поселение |
| 92  | Ольговка         | посёлок | ↗21       | Дубровское сельское поселение   |
| 93  | Осинка           | деревня | ↗12       | Дегтярёвское сельское поселение |
| 94  | Острица          | посёлок | ↘10       | Кулажское сельское поселение    |
| 95  | Первомаевка      | посёлок | ↘1        | Дубровское сельское поселение   |
| 96  | Передовик        | посёлок | →0        | Дубровское сельское поселение   |
| 97  | Першиков         | посёлок | →0        | Лопазненское сельское поселение |
| 98  | Пески            | посёлок | ↗30       | Овчинское сельское поселение    |
| 99  | Петровский       | посёлок | ↘11       | Овчинское сельское поселение    |
| 100 | Покровка         | деревня | →8        | Влазовичское сельское поселение |
| 101 | Поповка          | деревня | ↘5        | Кулажское сельское поселение    |
| 102 | Придачь          | деревня | ↘69       | Дегтярёвское сельское поселение |
| 103 | Путилин          | посёлок | →0        | Дубровское сельское поселение   |
| 104 | Речное           | посёлок | ↘4        | Кулажское сельское поселение    |
| 105 | Рословка         | деревня | ↘67       | Дубровское сельское поселение   |
| 106 | Рудницкий        | посёлок | ↘5        | Влазовичское сельское поселение |
| 107 | Садовая          | деревня | ↘36       | Дегтярёвское сельское поселение |
| 108 | Свободный Труд   | посёлок | ↘11       | Дегтярёвское сельское поселение |
| 109 | Селище           | деревня | ↗19       | Кулажское сельское поселение    |
| 110 | Сенча            | деревня | ↘1        | Овчинское сельское поселение    |
| 111 | Сенькин Ров      | посёлок | ↗25       | Лопазненское сельское поселение |
| 112 | Слище            | деревня | ↘384      | Дубровское сельское поселение   |
| 113 | Старая Кашовка   | деревня | ↘219      | Овчинское сельское поселение    |
| 114 | Старая Кисловка  | деревня | ↗67       | Кулажское сельское поселение    |
| 115 | Старый Дроков    | деревня | ↘54       | Нивнянское сельское поселение   |
| 116 | Струженка        | деревня | ↘271      | Дубровское сельское поселение   |
| 117 | Сураж            | город   | ↗11 176   | Суражское городское поселение   |
| 118 | Теплый           | посёлок | ↘8        | Нивнянское сельское поселение   |
| 119 | Федоровка        | деревня | ↘36       | Дубровское сельское поселение   |
| 120 | Федоровка        | деревня | →25       | Нивнянское сельское поселение   |
| 121 | Ясная Поляна     | посёлок | ↘7        | Нивнянское сельское поселение   |

Упразднённые населённые пункты:
- 2002 год — посёлок Барсуки Далисичского сельсовета[26]
- 2005 год — посёлок Весёлый Гай[27].
- 2011 год — посёлок Высокий[28].
- 2013 год — деревня Лубеньки[29].

## Экономика
Приоритетными отраслями экономики Суражского района являются целлюлозно-бумажная, сельское хозяйство, перерабатывающая и пищевая промышленность.
Сельскохозяйственная отрасль Суражского района представлена коллективными сельскохозяйственными предприятиями и крестьянско-фермерскими хозяйствами (КФХ).
Под сельскохозяйственными угодьями закреплено 54831 га площадей, в том числе пашня — 27074 га.
Основными направлениями в деятельности сельхозпредприятий являются: растениеводство (производство зерна, картофеля, корнеплодов, выращивание трав, культур для создания кормовой базы) и животноводство (молочное и мясное).
Начиная с октября 2010 года, на территории Суражского района свою деятельность по развитию мясного скотоводства осуществляет агрохолдинг «Мираторг».
В 2009 году на территории района в результате проведения геологоразведочных работ разведано Суражское месторождение цементного сырья.
Через район проходит железная дорога «Унеча—Орша».